# فرق التحقيق الرئيسية (Metropolitan Police)
فرق التحقيق الرئيسية ( MIT ) هي فرق القتل المتخصصة التابعة لشرطة العاصمة في لندن ، إنجلترا . تشكل جزءاً من قيادة جرائم القتل والجرائم الخطيرة، وهي نفسها جزء من مديرية الجريمة المتخصصة، وهناك 24 من فرق التحقيق الرئيسية . وتقوم بالتحقيق في حالات القتل ، القتل الخطأ، محاولة القتل، حيث يوجد دليل على التهديد المقصود وغيرها من التحقيقات المحددة لاحتياجات المتخصصين. 
تم تأسيس فرق التحقيق الرئيسية في عام 2000 ليحل محل شرطة منطقة الحوادث الكبرى السابقة (AMIPs) كجزء من مجموعة الجرائم الخطيرة في سكوتلاند يارد . في عام 2001 ، كان هناك 31 فريقًا للتحقيق في جرائم القتل يعملون في لندن ، ويتألفون من 834 من ضباط الشرطة و 182 من الموظفين المدنيين و 14 من كبار المحققين.
في الوقت الحالي، يتم التحقيق في جرائم القتل في لندن من قبل قيادة جرائم القتل التابعة لمديرية العمليات والعمليات المتخصصة، والتي تنقسم جغرافيا إلى ست وحدات (غرب، وسط، شرق، شمال غرب وجنوب) ، يقودها كل من مراقب المباحث. تضم كل وحدة من وحدات القيادة 4 فرق تحقيق رئيسية، تتكون من 50 موظفًا، يرأسها كبير المفتشين (DCI) ، الذي يؤدي دور كبير ضباط التحقيق (SIO).